# Slave to the Rhythm
Slave to the Rhythm é o sétimo álbum de estúdio gravado pela cantora jamaicana-americana Grace Jones.Foi lançado em 30 de Novembro de 1985, pelo selo Island Records.Neste álbum, a cantora volta com seu estilo andrógeno, severo e radical, como mostrado na capa do disco considerada icônica.O álbum teve como singles a faixa título, "Slave to the Rhythm" e a faixa "Jones the Rhythm".Slave to the Rhythm atingiu a posição #12 na parada de álbuns do Reino Unido e a posição #10 na parada de álbuns da Alemanha.O LP fez grande sucesso,vendendo 150 mil cópias nos EUA e 1 milhão mundialmente.

## Faixas
1. "Jones the Rhythm" - 6:26
2. "The Fashion Show" - 6:26
3. "The Frog and the Princess" - 7:04
4. "Operattack" - 2:45
5. "Slave to the Rhythm" - 6:35
6. "The Crossing (Oohh the Action...)" - 4:58
7. "Don't Cry -- It's Only the Rhythm" - 2:53
8. "Ladies & Gentlemen: Miss Grace Jones" - 5:56

## Referencias
1. ↑  link
2. ↑  «Billboard - Google Livros». Books.google.com. 22 de novembro de 1986. Consultado em 29 de março de 2011
3. ↑  «Billboard - Google Livros». Books.google.com. 13 de dezembro de 1986. Consultado em 29 de março de 2011